# Anritsu
Anritsu Corporation (アンリツ 株式会社, Anritsu Kabushiki gaisha) é uma empresa japonesa que está no mercado de teste e medição. Os produtos incluem microondas, FR e geradores de sinais ópticos (fontes), analisadores de espectro e analisadores de rede. Sua história inclui a Annaka Corporation do Japão. Fundida como Sekisan-sha, a empresa surgiu em 1895.
Em 1990 a Anritsu Company adquiriu Wiltron nos Estados Unidos. As vendas líquidas no ano fiscal de 2008 foi de 84 bilhões de ienes. Ela foi listada na Bolsa de Tóquio desde 1961. A partir de 2009, a empresa conta com total de 3.700 funcionários em 20 países.